# Nicola De Marco
Pour les articles homonymes, voir De Marco.
Nicola de Marco (né le 28 août 1990  à Pordenone, dans la région du Frioul-Vénétie Julienne) est un pilote automobile italien.

## Carrière automobile
- 2006 : Formule Azzurra, 3e (3 victoires)
  - Championnat d'Italie de Formule Renault, 9e
- 2007 : Championnat d'Italie de Formule 3, 6e
- 2008 : Championnat d'Espagne de Formule 3, 4e (2 victoires)
- 2009 : Formule 2, 12e (1 victoire) en cours